# 崙豐進安府
23°43′20″N 120°12′33″E / 23.7221693°N 120.209238°E
崙豐進安府是中華民國雲林縣臺西鄉永豐村的一間道教廟宇，供奉主神為朱、李、池、抄、吳五姓王爺（尊稱「五府千歲」），另有陪祀神明玄天上帝、觀音佛祖、關聖帝君、天上聖母等神祇。臺灣寺廟藝術館亦設在此廟。
近年來，每隔一段時間，管理委員會都會以「奉五府千歲指示」為由，到山區採集藥材，再煎煮成藥，供民眾免費索取。

## 歷史
崙豐進安府位於雲林縣臺西鄉永豐村崙豐路65號。其供奉之神祇「五府千歲」是王爺，朱、李、池、抄四位神祇相傳是清治嘉慶元年（公元1796年）漁民捕魚時在一竹筏上撿到其香火（護身符），就搭建草寮供奉。民國五十八年（公元1969年）鄉民於五府千歲「聖誕大典」時擲筊，稱獲神旨，於是在現址興建此廟。
進安府前殿初建於1969年，1974年入廟安座；第二階段工程凌霄寶殿於1990年舉行奠基典禮，2000年竣工，花費約1億新台幣。每年農曆四月二十六日皆會有祭典。